# Документальная проза
Документальная проза, документальная литература — особый литературный жанр прозаической литературы, для которого характерно построение сюжетной линии исключительно на реальных событиях, с редкими вкраплениями художественного вымысла. Примерами могут служить биографии чем-либо выдающихся людей, истории каких-либо событий, страноведческие описания, расследования громких преступлений.

## Описание жанра
Документальная проза основана на воспоминаниях очевидцев, документах. Также могут использоваться воспоминания самого автора. При этом авторская точка зрения проявляется в отборе и структурировании материала, а также в оценке событий. На суд читателя предлагается законченная версия событий, существенно дополняющая, а зачастую и опрокидывающая предлагавшуюся прежде. В документальной прозе широко используется публицистический стиль.
От журналистики (репортажа, очерка) документальная проза отличается бо́льшим периодом времени, прошедшим со времени описываемых событий, а также бо́льшим объёмом. От научно-исторических исследований документальная проза отличается воссозданием яркой, живой картины событий, психологического облика людей.

## Нон-фикшн
Нон-фикшн (англ. non-fiction, дословно — «невымысел») — заимствованное из английского языка слово, которое обозначает нехудожественную литературу (англ. fiction — вымысел) и объединяет все разновидности литературы, за исключением литературы художественной, где действуют вымышленные персонажи. Ранее, до появления в русском языке термина «нон-фикшн», тексты, «основанные на реальных событиях», классифицировались как документальная литература.
Термин «нон-фикшн» является более широким понятием, чем «документальная литература» или «документальная проза». К документальной не относится научно-популярная литература, литература по самосовершенствованию и подобные жанры. И в категорию нон-фикшн, и в документальную литературу входят биографии и автобиографии, мемуары, дневники, путевые заметки, эссе и другие документальные жанры.